# Walter Stang
Pour les articles homonymes, voir Stang.
Walter Stang (né le 14 avril 1895 à Waldsassen et mort le 14 avril 1945 près de Weidenbach près de Querfurt), est un spécialiste du théâtre allemand, dramaturge, écrivain, publiciste et Reichsamtsleiter (1935) au bureau Rosenberg. Il est également député du Reichstag de 1936 à 1945.

## Biographie
Stang étudie au lycée à Nuremberg et termine son cursus scolaire avec l'Abitur. Il étudie ensuite la littérature à Munich et l'allemand à l'université d'Erlangen. Stang obtient son doctorat en 1926 à Erlangen avec la thèse : La vision du monde dans le drame "Lothar" de Walter Flex. Après cela, cet historien littéraire aux influences ethniques travaille comme critique et écrivain. En 1929, Stang trouve finalement un poste permanent de dramaturge au sein de la communauté théâtrale munichoise (de), idéologiquement neutre.

## Caractère et activité völkisch-national-socialiste au sein du bureau Rosenberg
Stang sert comme soldat pendant la Première Guerre mondiale de 1915 à 1918. Après la fin de la guerre, il rejoint le corps franc Epp (de) et de l'Oberland (de). En novembre 1923, il participe au putsch hitlérien. De 1922 jusqu'à leur interdiction de publication, il édite les Deutsch-Akademisch Voices, la Deutsche Presse et le Trommler, qui sont publiés par le Großdeutschen-Ring-Verlag qu'il a fondé. Entre fin avril et mai 1924, Stang rend visite à plusieurs reprises à Adolf Hitler dans la forteresse de Landsberg afin de pouvoir publier le livre d'Hitler Mein Kampf dans le Großdeutscher-Ring-Verlag en tant que concurrent sérieux de Franz-Eher-Verlag (de). Mais c'est finalement la société Franz-Eher-Verlag du parti qui remporte le contrat

Stang, membre de la SA et dès le début du mois d'août 1930 également du NSDAP, prend à l'automne de la même année la direction à plein temps du "bureau dramaturgique" de la Barer Straße 15 à Munich à la Ligue militante pour la culture allemande (KfdK),. Toujours en 1930, en tant que directeur général du KfdK, Stang publie un essai intitulé « Les nouvelles tâches de la critique dans la reconstruction de notre théâtre ». Ce texte est déjà sous les auspices d'une interdiction de la critique d'art qui ne lui plait pas, même si ses revendications sont réimprimées des années plus tard dans le Völkischer Beobachter pour justifier l'interdiction de Goebbels. Selon un article spécialisé publié en 1931, les objectifs du bureau dramaturgique qu'il dirigeait comprenaient notamment :
"examiner de la manière la plus complète possible la production dramatique allemande d'aujourd'hui, distinguer les œuvres à soutenir ou à rejeter selon notre vision du monde et en établir un programme allemand, pour la diffusion duquel la Ligue militante fera son possible maximum.
Après la « prise du pouvoir » en avril 1933, la « Scène allemande e. V. » est fondée, la « seule organisation de théâtre du NSDAP », et Stang est nommé à la tête de cette organisation. Le conseil d'administration comprend Wilhelm Frick, Hermann Göring, Goebbels, Bernhard Rust et Hans Schemm (de). Les représentants éminents de l'association sont également Baldur von Schirach et Rudolf Hess. La Scène allemande, qui rassemble environ 500 000 membres au cours des premiers mois, voit son objectif principal dans la lutte contre un "nouveau sabotage de théâtre", qui fait référence au manque de subventions pour les scènes existentiellement menacées. Le dilemme doit être surmonté en gagnant de nouveaux téléspectateurs.
Après la création en juin 1934 du bureau Rosenberg en tant que « représentant du Führer pour l'ensemble de la formation intellectuelle et idéologique du NSDAP », Stang prend à partir de juillet 1934 la direction du département «Art Care», qui comprenait les domaines du théâtre, des beaux-arts et musique. Aux côtés de Gotthard Urban, il fut le collaborateur le plus important d' Alfred Rosenberg. En tant que chef du département « Soins artistiques », Stang se voitconfier les « Archives de la politique culturelle », qui jouent un rôle majeur dans les contrôles d'identité dans les premières années. Il est également directeur de l'Institut d'études artistiques de l' Université de Bonn et maître de conférences au Bureau du Reich pour la promotion de la littérature allemande (de) de Rosenberg.
En juillet 1935, Stang est promu Reichsdienstleiter au sein du bureau Rosenberg et, après que le département "Soins artistiques" soit devenu un bureau principal en 1941, il est promu Oberdienstleiter le 20 avril 1941. À partir de 1934, Stang est également Reichsleiter au sein de la Communauté culturelle nationale-socialiste (anciennement KfdK), jusqu'à ce que ce département soit fusionné avec l'organisation Kraft durch Freude en juin 1937.
À partir de mars 1936, Stang est député du Reichstag.
Stang est mis en retraite temporaire en 1943. À la fin de son travail au bureau Rosenberg, de nombreux collègues à l'intérieur et à l'extérieur du bureau ne sont plus bien disposés envers Stang, considéré comme peu fiable et amer par les échecs. Au printemps 1945, Stang, déjà gravement malade, meurt alors qu'il fuit Berlin à cause de la guerre.
Après la fin de la guerre, les écrits de Stang, Grundlagen nationalsozialistischer Kulturpflege (1935) et Weltanschauung und Kunst(1937), tous deux publiés par la maison d'édition berlinoise Junker et Dünnhaupt, sont placés sur la liste des ouvrages proscrits (de).dans la zone d'occupation soviétique.